# Mikołaj Tron
Mikołaj Tron, Niccolò Tron lub Nicolò Tron (ur. 1399 – zm. 1473) – doża Wenecji od 23 listopada 1471 do 28 lipca 1473.